# Frank Lewis (lutador)
Frank Lewis (Coleman, Texas, 6 de dezembro de 1912 — Stillwater, Oklahoma, 16 de agosto de 1998) foi um lutador de luta livre norte-americano.

## Carreira
Foi vencedor da medalha de ouro na categoria de 66-72 kg em Berlim 1936.
Em 1979 foi introduzido como Membro Distinto ao Hall da Fama da United World Wrestling.